# マイファミリー
『マイファミリー』は、2022年4月10日から6月12日までTBSテレビ系「日曜劇場」枠で放送されたテレビドラマ。主演は二宮和也。
誘拐事件を軸に様々な家族の形やそれぞれの人間関係の模様を描くノンストップファミリーエンターテイメント。

## あらすじ
ゲーム会社「ハルカナ・オンライン・ゲームズ」の社長・鳴沢温人は、ゲーム業界の新時代を拓く男ともてはやされ、富・名声・家庭すべてを手に入れ誰もがうらやむ生活を送っているかに思われている。しかし実際は多忙で家にはほとんど帰らないことから妻・未知留や一人娘・友果との関係は冷え切っており、会社でも提供しているサービスの業績が芳しくなく資金繰りに苦労していた。
そんなある日、未知留の「友果と連絡がつかない」との電話で帰宅した温人は、「友果を誘拐した。警察に通報したら友果を殺す」という何者かからの連絡をうけ、その人物から身代金として5億円を要求される。未知留の反対を振り切って警察を呼んだ温人だったが、犯人との交渉中に警察の介入に気づかれ取引は失敗してしまう。その後再度連絡してきた犯人の要求に従い、警察を排除することを決めた温人は、旧友や会社などから協力を得て、警察を撒いて娘を取り戻すべく動き出す。

## キャスト

### 主要人物
鳴沢温人（なるさわ はると）
演 - 二宮和也
「ハルカナ・オンライン・ゲームズ」の最高経営責任者で、業界内では「時代の寵児」と謳われている。仕事が忙しいためほとんど家に帰れておらず、友果の好みや身辺状況は殆ど知らない。他人に関心を持たない部分があり、そのことから序盤は妻の未知留はもちろん大学時代の同級生である三輪や東堂とも疎遠になっていた。しかし、落ち込んでいた実咲を見つけ、四つ葉のクローバーをあげて元気づけるなど根は優しい性格で、徐々に家族・友人想いな部分が垣間見えるようになる。好物はハンバーグ。
友果誘拐事件が発生した際には真っ先に警察に協力を依頼するが、途中で誘拐犯に警察の存在を勘づかれて交渉失敗となったため、友果の命を最優先に考えて警察を排除する動きに転じる。その後も警察からは監視を続けられるも、彼らの目を欺いて友果の救出に成功する。
友果救出後は家にいる時間も以前よりは増え、多少の家事もするようになった。
友果救出後の1年後に誘拐犯から「優月が誘拐された」との電話を受け、犯人から交渉人として指名される。三輪に対しては事件の暴露本を彼が書いたと思っていたこともあり、5億円は貸すもののそれ以上関与しない気でいたが、東堂から暴露本と心春の事件の詳細を聞き、彼らが友果救出に協力してくれたことへの恩返しとして優月と心春の救出に力を貸すこととなる。しかし、そうしていくつもの誘拐事件に関わったことが原因で、警察から疑いの目を向けられていく。
実咲が誘拐された際にも、阿久津夫妻に協力する姿勢をみせるが、犯人である東堂と共にいるところを見られたために阿久津の信用をなくし、警察に通報されてしまう。その後、取引場所で意識不明の実咲を見つけた直後に葛城に連行される。その結果、誘拐事件の関与度が高かったことから逮捕状が出され、しばらく留置されるが三輪の働きかけによって勾留請求が却下され、釈放された。
釈放された後は妻の未知留が誘拐されてしまったため、三輪や東堂、そして警察に内通者がいると睨んでいた葛城に協力を求め、彼らとともに未知留を救出し、心春と実咲の誘拐事件の真犯人だった吉乃の逮捕にも貢献した。その後、吉乃を取り調べた葛城から全ての真相を聞き、吉乃が不倫したことが家族にバレることを恐れていたために、大きな誘拐事件に発展させたことに対して「怖がる存在じゃないんだよ家族は」と口にする。
鳴沢未知留（なるさわ みちる）
演 - 多部未華子
温人の妻で、料理研究家としての顔を持つ。Instagramでは料理や家族3人の写真を上げて仲の良い円満な家庭を装っているが、実際は温人とはほぼ別居状態で夫婦関係も冷えきっている。しかし、友果の誘拐事件を機に少しずつ関係が改善していく。
誘拐事件の日、友果が塾の組分けテストで2クラス落ちたことを叱ったことが原因で喧嘩になり、塾に一人で行かせてしまったことに対して自責の念を抱いていた。
誘拐事件が解決してからしばらくして、第2子を妊娠する。
友果が犯人から解放されて以降も別の誘拐事件の交渉人を引き受ける温人に対し、「犯人から共犯者として仕立てあげられるかもしれない」と心配する。
実咲が転落した後、温人や三輪とともに連行されるが、妊娠中だったこともあり自宅待機となった。その後は温人が釈放され、家に帰ってくるのを待っていたが、非通知の電話の相手（吉乃）から「裏口から逃げろ」と指示を受け、電話の相手が東堂だと信用したために外に出てしまい、実咲のタブレットを開こうとした瞬間に誘拐される。そのまま吉乃に命を狙われるが、温人や警察らに救出され、無事に第2子を出産する。
鳴沢友果（なるさわ ともか）
演 - 大島美優（幼少期：泉谷星奈、川田玲那）
鳴沢夫婦の一人娘。
鎌倉南小学校6年生（第1話 - 第4話）→横浜清風女子大学附属中学校1年生（第4話 - ）
塾に一人で向かう途中に誘拐される。誘拐されてからしばらくは安否不明だったが、温人が誘拐犯に声を聞かせるよう願い出たことで、電話越しで声を発して無事であることが判明。警察が事件に介入していることが犯人に気づかれる度に命の危険に晒されるが、鳴沢夫妻やその友人、温人の会社関係の人物たちによって救出された。
誘拐された際に何日も暗い部屋に閉じ込められていたことが原因で、極度の暗闇恐怖症になる。その後にも誘拐事件が起きて鳴沢夫妻が救出に協力していることや、自分を襲った真犯人が東堂だったことはしばらく知らなかったが、阿久津が経営しているNEXの会見をみて温人たちの異変に気づき、未知留に何があったかと尋ねる。東堂が自分を攫った犯人だったということも聞かされた際には「ショックだったが、自分は殺されることがなかったとわかって少し楽になった」と語っており、その後は実咲救出のために彼女と小学生の頃からの友人に心春との交友関係を聞き出す。
全ての誘拐事件が解決し、実咲が回復した際には笑顔で彼女を迎える。また、鳴沢家と三輪家の家族ぐるみの交流が増えたため、三輪の娘である優月と仲良くなり、彼女と勉強に励むようになった。
三輪碧（みわ あおい）
演 - 賀来賢人
弁護士。大学時代の鳴沢夫妻の親友で、未知留とは半年間交際していた。
家族がいるが、妻だった沙月とは3年前（優月誘拐事件から）に離婚して以来会っておらず、娘の優月にも月に1回会っていただけだった。
独立して弁護士事務所を立て、優月にも「自分は事務所のボス」と自慢げに話すなど裕福な生活を送っているように見えていたが、実際は浮気が原因で事務所をクビになり、やむなく自宅で宅弁していただけであり、金銭面も裕福どころか養育費の借金があった。
一見すると軽い性格で、デリカシーのない言動も多いが、友果誘拐事件以降一貫して鳴沢夫妻に力を貸したり、暴露本を書いた東堂に対して事件で後遺症が残ってしまった友果のことを気遣って彼を責め立て、その上でその罪を被るなど根は情に厚い。
自分から未知留を奪った上に連絡を取ろうとしても音沙汰がなかった温人のことを快く思っておらず、彼から弁護士として警察排除の協力を依頼された際も協力するリスクの大きさも踏まえて1度は断る。しかし、葛城から未知留を取り込むよう説得して欲しいと言われたことを「出し抜くのは気分が悪い」という理由で温人に直接伝え、更に未知留本人から「友果を助けたいと思っているのは夫婦同じ」ということを聞いたため、鳴沢家の顧問弁護士となって警察排除に協力することを決意する。
友果救出後は「誘拐事件を解決に導いたカリスマ弁護士」として世間の中でも話題になるが、その事件の約1年後に自身の娘である優月が誘拐事件に巻き込まれ、温人に身代金の5億を貸してほしいとお願いする。温人や東堂の協力もあって優月の救出に成功した後は、娘のためにしばらく沙月との3人で同居することになった。
東堂が娘を誘拐した犯人だと認めた際には「本当に生きているかどうかも分からない心春のために自分の娘が傷つかないといけなかったのか」とやり場のない怒りを彼にぶつけるが、鳴沢夫妻とともに実咲、そして心春の救出に力を貸すことを決意する。その後、実咲誘拐事件を嗅ぎつけた警察に鳴沢夫妻とともに連行されるが、一時帰宅が認められ、容疑がかけられた温人の弁護人として彼を手助けする。
未知留が誘拐されたことを知ると、懇意のクライアントから車を借りて温人に協力し、真犯人から伝えられた嘘の監禁場所に向かって温人が真犯人にたどり着くのをアシストする。
全ての事件が解決したあと、東堂に会いに行き、「家族をやり直したいと思っているが、それは沙月が決めること」「自分は家族を傷つけたことを反省して沙月と優月の幸せを陰から応援する」と彼に告げる。また、その際に事務所に連絡をしてきた亜希を連れてくる。
東堂樹生（とうどう いつき）
演 - 濱田岳
元刑事で、大学時代の鳴沢夫妻の親友。特技は料理。
警備会社で働いていたが、第4話で「東堂リサーチサービス」を立ち上げる。
大学時代に未知留の車で衝突事故を起こしたため、未知留が「全員集合」を呼びかけたら必ず集合して力を貸すという約束を未知留、三輪との3人で交わす。
刑事時代は葛城の部下として誘拐事件にも携わっていたため、警察の手の内を一通り把握している。
友果が誘拐される4年前に誘拐された心春は娘にあたり、身代金の受け渡しの際に警察介入が発覚、救出は失敗となった。その後は独自で娘を探していたが、その最中で友果の誘拐事件が起き、温人が犯人から自身も聞かれた「1年生の遠足の場所」を同じように聞かれたことを知って、心春の誘拐犯と同一人物だと確信する。そして、「警察すらも知らない事件の詳細を描けば、何かしらの手がかりや情報が手に入る」と考え、友果が救出された約1年後に温人、未知留、三輪との4人しか知らない情報を記載した暴露本を出すが、そのことによって鳴沢家を深く傷つけてしまう。
鳴沢夫妻から友果の救出と警察排除の協力を依頼されたため、彼らに力を貸し、その後に優月が誘拐された時も救出に協力していたようにみえたが、実際は彼女たちを誘拐した張本人。心春誘拐事件が迷宮入りになり、次第に起こったこと自体が葬り去られることを恐れたため、模倣犯となって友果を誘拐し、その後にその動きを察知した心春の誘拐犯からの命令で、心春を助けることを条件に優月を誘拐していた。しばらくは鳴沢夫妻や三輪に気づかれることなく、誘拐事件解決に協力するような素振りをみせていたが、温人に誘拐犯であることを気づかれ、真実を3人に話す。
真実を話した後は実咲を救出するために犯人と交渉し、犯人から心春と実咲のどちらを救出するかを突きつけられた際には、迷いながらも無事である可能性が高い実咲を優先する。その後、犯人から取引中止の連絡を聞きつけて誘拐現場に急行し、転落した実咲を発見して温人たちに伝え、自身は警察に見つからないよう行方をくらませる。しばらくは葛城以外の人物とは連絡を取らなかったが、未知留が誘拐され、犯人が東堂本人との身柄交換を救出の条件にしたため、再び温人と三輪の前に姿を現した。
心春と実咲誘拐事件の犯人が吉乃だと判明し、事件が解決した後は刑務所に収監され、事件の発端や心春の行方を聞かされた。また、消息不明だった妻の亜希とも再会する。

### ハルカナ・オンライン・ゲームズ
立脇香菜子（たてわき かなこ）
演 - 高橋メアリージュン
「ハルカナ・オンライン・ゲームズ」の最高執行責任者であり、温人のビジネスパートナー。温人と共に会社を一から立ち上げたため、会社への想いは人一倍強く、我が子同然だと考えている。
会社が危機に直面しても責任を押し付ける温人に対して不満をぶつけるが、娘が誘拐されているという事実を知ったあとは友果の救出に協力する。
備前からの報告で温人が4月12日に5億円引き出していたことを知り、その時期のアクセス履歴を調べた結果、鈴間の個人PCから自動音声変換ツールを使って外部にアクセスしていた事を突き止め、彼女が誘拐犯の一員だということをひと足早く知る。そのことが公になれば会社がバッシングを受けてしまう可能性があったため、そのことを誰にも伝えず鈴間に会社を辞めて欲しいと伝える。しかし、その後に鈴間と交わしたメッセージの内容が阿久津に知られ、美咲誘拐の主犯だと疑われてしまう。
実咲が誘拐されていることを知った後、鈴間の本名や東堂との関係等を調べて阿久津に伝えるも、これが阿久津の温人に対する不信感を煽り、誘拐犯との取引中止を招いてしまう。
温人が逮捕されてしまったため、ハルカナを守る為に温人を社長職から解任せざるを得えなくなってしまい、彼に謝りながら1人涙を流す。しかし、会見中に誘拐事件の真犯人である吉乃が逮捕された報道が流れたため、温人の疑いが晴れたことに対して喜びの表情をみせ、社長解任も撤回する。
備前雄介（びぜん ゆうすけ）
演 - 渡辺邦斗
取締役で主にハルカナの金銭関係を管理している。
鈴間が誘拐犯の1人であることが判明し、立脇と鈴間の関係を探りたい温人から、立脇の金銭トラブルについて調べるよう依頼される。
誘拐事件の真犯人である吉乃の逮捕報道がでたことで温人の疑いが晴れた際には、嬉しそうな表情を見せた。
鈴間亜矢（すずま あや）
演 - 藤間爽子
社員。ITに精通している。
実は誘拐犯の1人で、海外のサーバーを経由して自動音声変換ツール（声 - 一龍斎貞弥）を使い、温人の携帯と通信していた。ハルカナに入社したのも計画的に誘拐するためで、履歴書や住所も全て偽っていたことが判明する。
上記のことに気づいた立脇から退社を命じられ、その後は行方を晦ますが、身代金の受け渡しの際にGPSを追ってきた温人に顔を見られたことで犯行に加担していたことが阿久津らにも知られる。
本名は「住吉亜矢（すみよし あや）」で東堂亜希の妹。東堂の誘拐に加担していたのも母親代わりに自分の面倒をみてくれていた亜希のためだった。東堂が犯人だと温人らに気づかれたあとは、誘拐したことを謝罪し、実咲救出に力を貸すことを約束する。実咲が転落してしまったことが判明したあとは、監禁場所で東堂が警察に気づかれそうになるのを防ぐため、車のクラクションで警察をおびき寄せ、彼の逃亡を手助けする。また、警察に対しては姉を疑い続けていたことに対する怒りをぶつけた。

### 神奈川県警捜査一課
吉乃栄太郎（よしの えいたろう）〈52〉
演 - 富澤たけし
一課長。階級は警視。
表向きは温厚な性格で部下の面倒見がいい。誘拐事件に執着する葛城を心配しているが、実は誘拐事件の発端となった裏の顔を持つ真犯人。
家に帰れていない東堂の家族をケアするという形で、その妻である亜希と交流しているうちに不倫関係に陥る。ある時、その様子を東堂と亜希の娘である心春に目撃され、証拠の画像を収めた携帯を見せられながら「二度とお母さんには会わないでください」と告げられる。それと同時に、「誘拐された自分を一緒に心配することでママたちがまた仲良くなってくれる」と考えた心春から自分を誘拐するように頼まれるが、それを承諾したふりをして心春の作った誘拐計画書を受け取ると同時に携帯を奪って写真を消そうとし、取り返そうとした心春と揉み合いになる。そして彼女を誤って階段のある方に振り払ってしまい、心春はそこに落ちてしまう。犯人が何度か使っていた「決めるのは私です」という言葉は心春が放った言葉だった他、小学1年生のときに遠足で行った場所を答えさせるアイディアも彼女が作った誘拐の計画書に書かれていたことだった。
報道協定を盾に誘拐事件のことをうやむやにし、しばらくは沈黙を続けていたが、東堂が捜査を再び活性化させるべく模倣犯となって友果を誘拐したため、全ての罪を彼に擦り付けようとして彼に優月を誘拐させた。その後、取り調べのため阿久津家に行った際に亜希との不倫関係を知っている実咲と偶然会ってしまい、彼女から心春がどうなっているかと問いただされる。その直後に不倫の写真データを回収するために自らの手で実咲を誘拐するが、逃げようとした実咲が転落するアクシデントが発生し、取引を中止せざるを得なくなる。実咲誘拐事件の犯人として温人に容疑がかけられている間、パソコンを実咲の部屋から回収するが、実咲のタブレットがあることは知らず、そしてそれが鳴沢家にあることを日下部と梅木の会話から知り、東堂のふりをして未知留に電話をかけ、タブレットを持って家から出て逃げるよう促す。その後、日下部の指示を受けて鳴沢家にタブレットを取りに来た梅木を殴り倒して沈黙させ、おびき出した未知留からタブレットを奪いそのまま誘拐する。温人たちには嘘の監禁場所を伝え、亜希を騙って犯行の動機をでっちあげ、温人を欺こうとする。そして監禁した東堂が隠し持っていたナイフを奪い取り、それを使って未知留を殺し、すべてを東堂と未知留のせいにして捜査を幕引きしようとするが、すべてを見破った温人によって寸前のところで阻止され、温人の通報を受けて監禁場所に踏み込んできた葛城達に逮捕される。
大きな誘拐事件に発展させてでも、亜希との不倫関係を隠そうとしたのは「家族にバレるのが怖かった」ためだと後に供述している。
葛城圭史（かつらぎ けいし）
演 - 玉木宏
特殊犯対策係補佐。階級は警部。東堂の元上司。誘拐捜査のエキスパートだが、心春の誘拐事件を捜査しているときにあるミスを犯し、犯人逮捕に執着している。鳴沢夫妻から手を引くように言われてもなお、彼らの周辺にいる人物を利用して犯人逮捕に嗅ぎつけるが、失敗に終わる。その際に犯人にたどり着ける算段がありながら警察を頼らなかった温人に対し、「ホシを野放しにしたことを後悔する」と告げる。
友果誘拐事件を鳴沢夫妻と犯人の会話から心春の事件と関係があると考え捜査を進めるが、度重なる失敗で誘拐捜査から外される。
その後も鳴沢夫妻や三輪・東堂・阿久津の動向を密かに監視する中で「世間や警察に知られていない誘拐事件」が起きていることを嗅ぎ付け、それらの事件に温人が主犯格として絡んでいるのではないかと疑う。
温人を連行し、話を聞いたあとは心春や実咲を誘拐した真犯人は温人や東堂ではない別の人物だと考え、捜査を進めるが、それに異を唱える日下部と衝突する。
真犯人を逮捕する日の2日前、鳴沢家前の防犯カメラの映像を見せて事件の不可解な点を周囲に説明していた際に、実咲が持っていたノートパソコンとタブレットが彼女の部屋から見つかっていないことを確認し、その時にタブレットにしか反応しなかった吉乃を疑うようになる。温人から未知留が誘拐されていることを告げられ、そこからは秘密保持が必要となったが、日下部にだけこの事実と、真犯人を逮捕するための計画を伝える。美咲誘拐の前日、実咲から吉乃に着信があったことを鷲尾から提供された通信履歴から知り、吉乃がホンボシ（真犯人）であると確信、同時に捜査資料の通信履歴を彼が改竄していたことも掴む。そして、人質を守るための緊急措置としてNEXへの依頼リストの中に吉乃の電話番号を忍ばせ、吉乃の位置情報がリアルタイムで把握できるようにした。それから、未知留のことを心配していた温人にこの計画を伝え、監禁場所に踏み込んだ温人から連絡を受けてそこに突入、吉乃を確保した。
吉乃確保後、彼に対して「心春を返せ」と泣き叫んで要求する東堂を必死になだめ、「心春さんの行方は最優先で訊く」と告げる。吉乃と東堂を連行した後、L1に対して、被疑者が吉乃栄太郎であるという事実を包み隠さず警察発表にて即刻開示するよう要求する。
梅木司（うめき つかさ）
演 - 那須雄登（美 少年 / ジャニーズJr.）
特殊犯罪対策係の新人刑事。階級は巡査。
鷲尾千草（わしお ちぐさ）
演 - 山田キヌヲ
巡査部長。
日下部七彦（くさかべ ななひこ）
演 - 迫田孝也
神奈川県警捜査一課・管理官。階級は警視。
キャリア組のエリートだが出世レースで同期に水をあけられており、そのためか葛城に対して強い対抗意識を持ちしばしば対立する。
しかし、警察の知らないところで温人たちが誘拐に関係していると睨んだ葛城に、完全誘拐の解決への協力を依頼され手柄を全て渡すと持ち掛けられたため、これを承諾する。
美咲発見後に連行され取り調べを受けた温人たちの供述を信じようとせず、友果・優月誘拐の主犯は東堂だが小春・美咲誘拐の真犯人は別にいると主張する葛城の筋読みを否定し、小春誘拐は亜希の狂言誘拐で、あとの3人については、家族に捨てられたと認められず妄信的なストーカーとなった東堂による犯行であると主張する。その後も葛城と意見の相違から対立し、葛城を捜査から外すよう吉乃に進言するが、温人が誘拐された未知留の救出に向かい、捜査のため鳴沢家に入った際、葛城から「取引予定時刻である明日10時の段階で吉乃をホンボシと確定した場合、我々だけで極秘裏にB班を立ち上げ、人質の救出と吉乃の確保に動こう」と打診され、これを了承する。
そして翌日、取引のため移動する温人を完全包囲で追尾させ誘拐現場に捜査員を向かわせるように指揮を執り、吉乃の位置情報を特定し事件解決に貢献する。
五嶋照男（ごとう てるお）
演 - 井上肇
神奈川県警・刑事部長。
捕捉班隊長（SIS隊長）
演 - 中村祐志
署長
演 - 四方堂亘

### 阿久津家
阿久津晃（あくつ あきら）
演 - 松本幸四郎
ネットサービス企業「NEXホールディングス」の最高執行責任者。鳴沢家とは家族ぐるみの付き合いがある。
「ハルカナ・オンライン・ゲームズ」を乗っ取ろうとしている魂胆が温人に気付かれ、絶縁状態となっていた。しかし、突如3億円を振り込むことを条件に株式10%の売却の話を持ちかけられ、これに応じる。その後、鳴沢夫妻に提供したNEXのライブ配信サービス内での夫妻の会見から、夫妻の娘である友果が誘拐事件に巻き込まれていることを知り、協力するようになる。
友果救出後は警察から、心春と友果の誘拐事件の接点として名前が上がる。
友果救出のおよそ1年後、温人から美咲が誘拐されていることを告げられ、彼と協力して犯人と交渉を進める過程で、立脇が鈴間と交わしたやり取りの内容を知って疑念を強め、冷静さを失ってハルカナに押しかけ立脇を詰問するが、立脇の行動が会社を守るためのものであったことと、立脇は美咲が誘拐されていることすら知らなかったことを知る。その後、美咲の誘拐を知って鈴間のことを調べた立脇から、鈴間が東堂の元妻である亜希の妹で、東堂は温人の友人であると知らされ、これによって温人を信用できなくなり、警察に通報してしまう。
美咲が意識不明の重体で病院に搬送され、そこで五嶋と吉乃の謝罪を受けるが、怒りをあらわにして温人に罰を受けてもらうと告げ、ハルカナとの業務提携を解消したことをNEXのライブ配信サービスで発表する。そして温人が警察官に暴行を加えて逃走したというニュースが流れると、警察に協力を申し出、温人やそれに関連する人物の位置情報を提供する。
温人の無実が証明されると、意識を回復した美咲に付き添い、鳴沢家と対面する。
阿久津絵里（あくつ えり）
演 - 森脇英理子
阿久津晃の妻。未知留と仲が良い。心臓に疾患を抱える。
実咲が誘拐された際に協力していた温人の様子から彼を犯人だと疑い、「彼が犯人なら実咲を殺すことはしない」と考えて1億円の取引に使用したスーツケースにGPSを仕掛けてしまう。
阿久津実咲（あくつ みさき）
演 - 凛美（8歳時：長谷川晏）
阿久津晃の娘で、横浜清風女子大学附属中学校3年生。
友果とは姉妹のように仲が良い。
幼少期はボルダリングをしていたが、靭帯を損傷して競技を続けることが不可能になる。そのことがショックで公園で泣いていた時に友果から「おまじない」として四葉のクローバーを貰い、鳴沢家と阿久津家が家族ぐるみの付き合いになるきっかけともなった。現在は、肘の具合も良くなったため、再びボルダリングを始めている。
優月が救出された後、ランニングに出かけた際に誘拐され、倉庫に閉じ込められてしまう。しばらくして、温人や東堂らが交渉を進めようとするが、実咲本人が母の持病を気遣い、ボルダリングを活かして脱出を試みた結果、高所から転落してしまったため、取引が急遽中止となる。温人らが交渉中止の連絡後に急いで倉庫に向かった際にはすでに意識不明の重体で発見された。その後はしばらく意識が戻らなかったが、吉乃が逮捕された後に目を覚まし、エンディングでは松葉杖をつきながらも回復した姿を友果たちに見せた。
心春とは小学校のころ同級生で最も仲の良い親友だったことが、中学校で友人から心春と彼女との関係を聞き出した友果によって明らかになる。吉乃と心春の母である亜希が不倫をしていたことについて心春から相談を受けており、彼女からみせられた2人の写真を保存していた。心春が誘拐された際には急に引っ越したと聞かされたため、ショックを受けて周囲に「心春とはもう友達じゃない」と話しており、そのことが心春の誘拐に関して彼女との接点が見出せず、警察の捜査が迷宮入りする原因となった。心春からの相談で吉乃の顔を覚えており、彼に直接電話をして心春のことを聞き出そうとするが、そのことが吉乃によって口封じのため誘拐される原因となってしまった。　

### 鳴沢夫妻の家族
牧村正文（まきむら まさふみ）
演 - 大友康平
鳴沢未知留の父。温人の母親である麻由美と仲が良い。
葛城に「友果を救うために力を貸してほしい」と懐柔され、鳴沢夫妻と犯人の会話を盗聴するなど彼らの指示に従う。
友果が救出されたあとは麻由美と共に孫を可愛がる。
鳴沢麻由美（なるさわ まゆみ）
演 - 神野三鈴
鳴沢温人の母。
正文と同じく葛城に協力を依頼され、裏で彼ら警察の指示に従うが、犯人との取引の過程で「警察ではなく息子たちを信じるべきだったのではないか」と自分たちのとった行動に対して迷いが生じる。
友果救出後は彼女を可愛がり、温人や未知留が他の事件のことなどで家を留守にする時は、友果を預かる。友果誘拐事件で自分たちの子どもを信じる大切さを改めて痛感し、温人が誘拐事件の犯人だと疑われて自分の店が誹謗中傷を受けた際も、そのことは隠して彼の背中を押した。

### 三輪碧の家族
三輪沙月（みわ さつき）
演 - 蓮佛美沙子
三輪碧の元妻。
碧のことを他人扱いするなど快く思っていないが、優月の誘拐事件が解決した後はしばらく同居することを承諾する。その後は曲がりなりにも碧との仲が改善し、彼が警察で聴取させられた際にも庇う発言をしている。
他の誘拐事件にも巻き込まれる碧を心配し、未知留を救出しに向かう彼を一度は止めて警察に任せようとするが、最終的には碧や優月の気持ちを汲み取り「無事に帰ってきて」と言葉をかけて彼を送り出す。全ての事件が解決した後は鳴沢家との交流も増え、優月が友果と同じ横浜清風女子大学附属中学に通うために、碧に勉強を教えてもらいたいとお願いした際にも笑顔をみせた。
三輪優月（みわ ゆづき）
演 - 山崎莉里那
三輪碧の娘。
喘息持ちで特に埃の溜まった場所などではアレルギー反応が出てしまう。
父である碧に対しては好意的で、彼のプレゼントを買うために沙月の買い物を手伝うなどしてお小遣いを貯めていた。また、沙月と同じく彼が見栄を張っていることにも薄々気づいていた。
1人でスーパーに買い物に向かっていたところを誘拐されてしまうが、両親や温人、東堂らによって救出される。自分を誘拐した犯人の顔は見ていないものの「いい匂い」がしたことから女性ではないかと感じ、そのことを碧に伝える。
未知留が誘拐され、鳴沢夫妻を助けようとする碧に「困った人を助けるパパがかっこいいから行ってきて」と背中を押す。全ての事件が解決したあとは、友果と仲良くなり、彼女と同じ横浜清風女子大学附属中学を目指す。

### 東堂樹生の家族
東堂亜希（とうどう あき）
演 - 珠城りょう
東堂樹生の妻。
心春の救出失敗後、誘拐事件発生時のアリバイが曖昧だったことから警察に疑われ、更に夫の樹生からも追い詰められてしまったことが原因で、翌日「探さないで下さい」と書いた置き手紙を残して家を出ていく。
実は夫の上司である吉乃には育児のことを相談しており、そのうちに不倫関係となった。誘拐事件でのアリバイ供述が曖昧だったのも吉乃から裏で説得されていたからであったが、彼がその犯人だということは知らなかった。しかし、自分が不倫をしたことによって娘が誘拐されたことに責任を感じ、失踪する直前には吉乃に「心春のところへ行く」と話す。
吉乃逮捕後、三輪の事務所に連絡して捜査にも協力していたことが判明し、樹生と再会する。樹生から「心春に会えたか」と尋ねられた際には涙を浮かべながら頷いた。
東堂心春（とうどう こはる）
演 - 野澤しおり
東堂樹生の娘。5年前に誘拐された。
身代金の受け渡しの際に警察の介入が犯人にバレたことで取引失敗となり、それ以来行方不明。
事件前は横浜清風女子大学附属小学校に通っており、年齢は実咲と同級生。誘拐される前は1番の親友で、ある悩みを実咲に相談していた。誘拐されたことは報道協定によって世間に公表されていないため、急に引っ越したということになっている。
事件前のある日、母である亜希が吉乃と不倫関係にあることを気づき、2人の写真をスマホで撮って吉乃に「二度と母には会うな」と告げる。それと同時に離婚寸前の両親の仲を修復させるために自分を誘拐するよう彼に頼むが、携帯を奪って写真を消そうとする吉乃と揉み合いになり、そのまま階段から転落する。
真犯人（吉乃）が度々口にしていた「決めるのは私です」という言葉は心春が吉乃に放った言葉だった。

### ゲスト

#### 第1話
アナウンサー
演 - 井上貴博（TBSアナウンサー）
キャスター
演 - 宇賀なつみ（第9話・最終話）

#### 第2話
奈良橋
演 - 恵俊彰
「ハルカナ・オンライン・ゲームズ」の顧問弁護士。温人に警察を排除する協力を依頼されるが、それをするのは困難と考え警察を頼ることを提案する。
記者
演 - 篠原梨菜（TBSアナウンサー）
秋野
演 - 砂田桃子
鳴沢家に潜入する女性捜査官。未知留のPTAの友人というていで鳴沢家に潜入するが、協力者であったはずの未知留と三輪が温人に事前に伝えていたため、温人からすぐに退去を命じられる。

#### 第3話
運転手とその妻
演 - 岩橋良昌（プラス・マイナス）、オカリナ（おかずクラブ）
温人に連絡する手段がなかった麻由美に携帯電話を貸す。

#### 第4話
記者
演 - 酒井貴浩（最終話）
医師
演 - 安藤彰則
看護師
演 - ふるかわいずみ

#### 第7話
中原
演 - 梅沢昌代、池浪玄八
鈴間亜矢が会社に提出していた履歴書に“住所”として記載していた『コーポ横峯105号室』の住民。

#### 第9話
『ひるおび』の出演者
弁護士
演 - 八代英輝
アナウンサー
演 - 三雲孝江、江藤愛（TBSアナウンサー）

#### 最終話
ハルカナ・オンライン・ゲームズの社員
演 - トリンドル玲奈、朝日奈央、福田麻貴（3時のヒロイン）

## スタッフ
- 脚本 - 黒岩勉[1]
- 主題歌 - Uru「それを愛と呼ぶなら」（ソニー・ミュージックレーベルズ）[25]
- 音楽 - 大間々昂
- 協力 - Disney+
- 警察監修 - 久保正行（チーム五社）
- 法律監修 - 國松崇（東京リベルテ法律事務所）
- 医療監修 - 布施友里恵（ユーエムエス）
- プロデューサー - 飯田和孝、渡辺良介（大映テレビ）
- スーパーバイジングプロデューサー - 那須田淳
- 協力プロデューサー - 大形美佑葵
- 演出 - 平野俊一、田中健太、宮崎陽平、富田和成
- 製作著作 - TBS

## 放送日程
| 各話                                                                         | 放送日  | サブタイトル                                                                   | 演出     | 視聴率 |
| ---------------------------------------------------------------------------- | ------- | ------------------------------------------------------------------------------ | -------- | ------ |
| 第一話                                                                       | 4月10日 | 今こそ、家族を守れ 前代未聞の完全誘拐!? 子供の未来の為に闘う家族の愛と絆の物語 | 平野俊一 | 12.6%  |
| 第二話                                                                       | 4月17日 | 絶体絶命からの逆転 愛を信じるか裏切りか 家族に訪れる結末…                      | 平野俊一 | 12.8%  |
| 第三話                                                                       | 4月24日 | 誘拐事件遂に完結へ 直接対決、娘を返せ!                                         | 平野俊一 | 11.9%  |
| 第四話                                                                       | 5月01日 | 新章〜真犯人迫る!? 今こそ、家族を守れ                                          | 宮崎陽平 | 11.0%  |
| 第五話                                                                       | 5月08日 | あなたは共犯です! 真実を握る人物現る                                           | 富田和成 | 12.0%  |
| 第六話                                                                       | 5月15日 | 真相編〜共犯容疑!? 犯人との直接対面!                                           | 田中健太 | 11.7%  |
| 第七話                                                                       | 5月22日 | 愛しき人の裏切り!? 犯人は、お前なのか                                          | 平野俊一 | 13.2%  |
| 第八話                                                                       | 5月29日 | 最終章〜誘拐の真実 さらば、愛しき人よ!?                                        | 宮崎陽平 | 13.0%  |
| 第九話                                                                       | 6月05日 | 最終決戦〜犯人現る 最後の誘拐は、妻!?                                          | 田中健太 | 14.2%  |
| 最終話                                                                       | 6月12日 | 完結〜真相の果てに 今こそ、未来を守れ! 家族の明日への希望                      | 平野俊一 | 16.4%  |
| 平均視聴率 12.9%（視聴率はビデオリサーチ調べ、関東地区・世帯・リアルタイム） |         |                                                                                |          |        |

- 初回は、21時 - 22時19分の25分拡大放送。
- 第二話・最終回は、21時 - 22時9分の15分拡大放送。
- 2022年3月25日、TBSテレビは本作品を定額制動画配信サービスであるParavi（日本国内配信）とDisney+（日本を含む世界配信）に配信することを発表した。TBSテレビ制作の連続ドラマがDisney+にて配信されるのは、2021年に同じく日曜劇場にて放送された『TOKYO MER〜走る緊急救命室〜』に続き2作品目となる[27][28]。

## 受賞歴
- 第112回ザテレビジョンドラマアカデミー賞[29]
  - 最優秀作品賞
  - 主演男優賞：二宮和也
  - 助演男優賞：濱田岳
  - 脚本賞：黒岩勉
  - 監督賞：平野俊一、田中健太、宮崎陽平、富田和成

## トラブル
第1話において、阿久津が使っていたリビットウォーカーのアカウントIDが「haruto1212」で阿久津が犯人なのか考察されていたが、実際は「akutu01」だったことを公式SNSで発表し、謝罪した。
第2話では、実在するTwitterアカウントのアイコンを無断で使用していることが判明し、公式ホームページで謝罪した。
なお、両者共にネット配信では既に修正済み。